# 博季埃韋
46°40′54″N 35°49′59″E / 46.68167°N 35.83306°E
博季埃韋（烏克蘭語：Ботієве）是位於烏克蘭東南部的村莊，由扎波羅熱州梅利托波爾區的普里亞速斯凱市鎮負責管轄。該村始建於1862年，面積4.14平方公里，海拔高度18米，2001年人口1,615。